# Championnat du Luxembourg de football 2024-2025
Navigation
Saison précédente Saison suivante
La saison 2024-2025 de BGL Ligue est la 111e édition de la première division luxembourgeoise et la 17e sous l'appellation « BGL Ligue ». La saison débute le 4 août 2024 et s'achève le 25 mai 2025.
Le FC Differdange 03 est le tenant du titre et remporte son deuxième titre de champion de BGL Ligue à l'issue de la 25e journée du championnat.
Les participants au championnat sont confrontés à deux reprises aux quinze autres. En fin de saison, les deux derniers sont relégués et les 13e et 14e disputent un barrage contre les 3e et 4e de Promotion d'Honneur.

## Participants

### Localisation des clubs
Les trois promus de Promotion d'Honneur sont le SC Bettembourg, le FC Rodange 91 et l'US Hostert. Ces trois clubs remplacent les relégués ; le FC Marisca Mersch, le FC Schifflange 95 et l'UN Käerjéng 97.
| \| Dudelange Fola Esch Jeunesse d'Esch Niedercorn Differdange Luxembourg Strassen Pétange Mondorf-les-Bains Rodange Rosport Bettembourg Mondercange Hostert Hesperange Wiltz \| Localisation des clubs engagés dans le championnat. |
| Dudelange Fola Esch Jeunesse d'Esch Niedercorn Differdange Luxembourg Strassen Pétange Mondorf-les-Bains Rodange Rosport Bettembourg Mondercange Hostert Hesperange Wiltz                                                           |

### Récapitulatif
Avec son titre de champion à l'issue de la saison 2023-2024, le FC Differdange 03 dispute le 1er tour de la Ligue des champions de l'UEFA. Le FC Progrès Niederkorn dispute quant à lui le 2d tour de la Ligue Europa Conférence. Pour finir, le F91 Dudelange et le FC UNA Strassen disputent le 1er tour de la Ligue Europa Conférence.
À la suite de son titre de champion de Promotion d'Honneur, le SC Bettembourg est montée automatiquement en BGL Ligue, tout comme le FC Rodange 91 qui a terminé 2d du championnat. L'US Hostert est montée en BGL Ligue à la suite de sa victoire en play-offs la saison dernière face à l'UN Käerjéng 97.
| Club                      | Dernière montée | Classement 2023-2024 | Stade                                      | Capacité | Ville             |
| ------------------------- | --------------- | -------------------- | ------------------------------------------ | -------- | ----------------- |
| FC Differdange 03         | 2006            | 1er                  | Stade Municipal de la Ville de Differdange | 3 000    | Differdange       |
| FC Swift Hesperange       | 2020            | 2e                   | Stade Alphonse-Theis                       | 4 000    | Hesperange        |
| F91 Dudelange             | 1992            | 3e                   | Stade Jos Nosbaum                          | 4 650    | Dudelange         |
| FC Progrès Niederkorn     | 2006            | 4e                   | Stade Jos-Haupert                          | 2 800    | Differdange       |
| AS La Jeunesse d'Esch     | 1909            | 5e                   | Stade de la Frontière                      | 5 400    | Esch-sur-Alzette  |
| FC UNA Strassen           | 2015            | 6e                   | Complexe Sportif Jean Wirtz                | 2 000    | Strassen          |
| FC Victoria Rosport       | 2014            | 7e                   | VictoriArena                               | 2 500    | Rosport           |
| UT Pétange                | 2016            | 8e                   | Stade municipal de Pétange                 | 2 400    | Pétange           |
| US Mondorf                | 2014            | 9e                   | Stade John Grün                            | 3 600    | Mondorf-les-Bains |
| RFCU Luxembourg           | 2015            | 10e                  | Stade Achille-Hammerel                     | 5 900    | Luxembourg        |
| FC Wiltz 71               | 2020            | 11e                  | Stade Poetz                                | 2 000    | Wiltz             |
| Football Club Mondercange | 2022            | 12e                  | Stade Communal                             | 3 304    | Mondercange       |
| CS Fola Esch              | 2008            | 14e                  | Stade Émile-Mayrisch                       | 3 900    | Esch-sur-Alzette  |
| SC Bettembourg            | 2024            | 1er D2               | Stade Municipal de Bettembourg             | 2 000    | Bettembourg       |
| FC Rodange 91             | 2024            | 2e D2                | Stade Joseph Philippar                     | 2 000    | Rodange           |
| US Hostert                | 2023            | 4e D2                | Stade Jos Becker                           | 1 500    | Hostert           |

- Premier tour de qualification de la Ligue des champions 2024-2025
- Deuxième tour de qualification de la Ligue Europa Conférence 2024-2025
- Premier tour de qualification de la Ligue Europa Conférence 2024-2025
- Promu de Promotion d'Honneur

## Compétition

### Classement
Le classement est basé sur le barème de points classique (victoire à 3 points, match nul à 1, défaite à 0).
Pour départager les égalités, on tient d'abord compte de la différence de buts générale, puis du nombre de buts marqués, puis des confrontations directes et enfin si la qualification ou la relégation est en jeu, les deux équipes jouent une rencontre d'appui sur terrain neutre.
| Rang | Équipe                | Pts | J  | G  | N  | P  | Bp | Bc | Diff |
| ---- | --------------------- | --- | -- | -- | -- | -- | -- | -- | ---- |
| 1    | FC Differdange 03 T C | 78  | 30 | 25 | 3  | 2  | 69 | 7  | +62  |
| 2    | FC UNA Strassen       | 60  | 30 | 18 | 6  | 6  | 62 | 23 | +39  |
| 3    | F91 Dudelange         | 57  | 30 | 17 | 6  | 7  | 67 | 34 | +33  |
| 4    | RFCU Luxembourg       | 57  | 30 | 17 | 6  | 7  | 50 | 22 | +28  |
| 5    | FC Progrès Niederkorn | 55  | 30 | 16 | 7  | 7  | 54 | 30 | +24  |
| 6    | FC Swift Hesperange   | 54  | 30 | 16 | 6  | 8  | 56 | 34 | +22  |
| 7    | US Mondorf            | 53  | 30 | 16 | 5  | 9  | 53 | 39 | +14  |
| 8    | AS La Jeunesse d'Esch | 42  | 30 | 11 | 9  | 10 | 41 | 48 | -7   |
| 9    | UT Pétange            | 41  | 30 | 11 | 8  | 11 | 41 | 32 | +9   |
| 10   | US Hostert P          | 38  | 30 | 11 | 5  | 14 | 50 | 69 | -19  |
| 11   | FC Victoria Rosport   | 34  | 30 | 8  | 10 | 12 | 29 | 45 | -16  |
| 12   | FC Rodange 91 P       | 29  | 30 | 7  | 8  | 15 | 40 | 62 | -22  |
| 13   | FC Wiltz 71           | 29  | 30 | 8  | 5  | 17 | 37 | 61 | -24  |
| 14   | SC Bettembourg P      | 23  | 30 | 7  | 2  | 21 | 29 | 59 | -30  |
| 15   | CS Fola Esch          | 13  | 30 | 4  | 1  | 25 | 18 | 78 | -60  |
| 16   | FC Mondercange        | 12  | 30 | 3  | 3  | 24 | 21 | 74 | -53  |

Qualifications européennes
Ligue des champions 2025-2026
- 1er : 1er tour de qualification

Ligue Conférence 2025-2026
- C  : 2e tour de qualification

- 2e et 3e  : 1er tour de qualification

Relégation en Promotion d'honneur
- 13e et 14e  : barrages de relégation
- 15e et 16e  : relégation

Abréviations

#### Leader par journée
|            | ——         | ——          | ——          | ——          | ——          | ——          | ——          | ——          | ——          | ——          | ——          | ——          | ——          | ——          | ——          | ——          | ——          | ——          | ——          | ——          | ——          | ——          | ——          | ——          | ——          | ——          | ——          | ——          | ——          | —— |  |
| Hesperange | Hesperange | Differdange | Differdange | Differdange | Differdange | Differdange | Differdange | Differdange | Differdange | Differdange | Differdange | Differdange | Differdange | Differdange | Differdange | Differdange | Differdange | Differdange | Differdange | Differdange | Differdange | Differdange | Differdange | Differdange | Differdange | Differdange | Differdange | Differdange | Differdange |    |  |
|            |            |             |             |             |             |             |             |             |             |             |             |             |             |             |             |             |             |             |             |             |             |             |             |             |             |             |             |             |             |    |  |
|            |            |             |             |             |             |             |             |             |             |             |             |             |             |             |             |             |             |             |             |             |             |             |             |             |             |             |             |             |             |    |  |
| 1          | 2          | 3           | 4           | 5           | 6           | 7           | 8           | 9           | 10          | 11          | 12          | 13          | 14          | 15          | 16          | 17          | 18          | 19          | 20          | 21          | 22          | 23          | 24          | 25          | 26          | 27          | 28          | 29          | 30          |    |  |

#### Dernier par journée
|         | ——          | ——          | ——          | ——          | ——          | ——          | ——          | ——          | ——          | ——          | ——          | ——          | ——          | ——          | ——          | ——          | ——          | ——        | ——        | ——        | ——        | ——        | ——        | ——          | ——          | ——          | ——          | ——          | ——          | —— |  |
| Pétange | Mondercange | Mondercange | Bettembourg | Mondercange | Mondercange | Mondercange | Mondercange | Mondercange | Mondercange | Mondercange | Mondercange | Mondercange | Mondercange | Mondercange | Mondercange | Mondercange | Mondercange | Fola Esch | Fola Esch | Fola Esch | Fola Esch | Fola Esch | Fola Esch | Mondercange | Mondercange | Mondercange | Mondercange | Mondercange | Mondercange |    |  |
|         |             |             |             |             |             |             |             |             |             |             |             |             |             |             |             |             |             |           |           |           |           |           |           |             |             |             |             |             |             |    |  |
|         |             |             |             |             |             |             |             |             |             |             |             |             |             |             |             |             |             |           |           |           |           |           |           |             |             |             |             |             |             |    |  |
| 1       | 2           | 3           | 4           | 5           | 6           | 7           | 8           | 9           | 10          | 11          | 12          | 13          | 14          | 15          | 16          | 17          | 18          | 19        | 20        | 21        | 22        | 23        | 24        | 25          | 26          | 27          | 28          | 29          | 30          |    |  |

### Barrages de relégation
| Équipe 1       | Résultat              | Équipe 2                |
| -------------- | --------------------- | ----------------------- |
| FC Wiltz 71    | 1 - 1 ap 4-5 t. a. b. | FC Jeunesse Canach (PH) |
| SC Bettembourg | 0 - 1                 | FC Atert Bissen (PH)    |

Légende des couleurs
- Le club se maintient en première division.
- Promotion en première division.
- Le club reste en deuxième division.
- Relégation en deuxième division.

## Statistiques

### Résultats par match
| Journée ╱ Équipe | 1 | 2 | 3 | 4 | 5 | 6 | 7 | 8 | 9 | 10 | 11 | 12 | 13 | 14 | 15 | 16 | 17 | 18 | 19 | 20 | 21 | 22 | 23 | 24 | 25 | 26 | 27 | 28 | 29 | 30 |
| ---------------- | - | - | - | - | - | - | - | - | - | -- | -- | -- | -- | -- | -- | -- | -- | -- | -- | -- | -- | -- | -- | -- | -- | -- | -- | -- | -- | -- |
| Esch             | N | D | N | D | V | N | V | N | D | V  | V  | V  | D  | N  | V  | V  | N  | N  | D  | D  | V  | N  | D  | D  | N  | D  | V  | V  | V  | D  |
| Fola Esch        | D | D | D | V | D | D | D | D | D | D  | N  | D  | V  | D  | D  | D  | D  | D  | D  | D  | D  | D  | D  | D  | V  | D  | V  | D  | D  | D  |
| Dudelange        | V | V | D | V | V | D | V | V | V | N  | V  | N  | V  | V  | N  | V  | D  | V  | V  | N  | D  | V  | N  | V  | D  | N  | V  | D  | D  | V  |
| Differdange      | V | V | V | V | V | V | N | V | V | V  | V  | V  | V  | V  | D  | V  | V  | V  | V  | V  | V  | V  | V  | V  | V  | V  | N  | V  | N  | D  |
| Niederkorn       | V | V | V | V | D | V | V | N | V | D  | N  | N  | V  | N  | N  | D  | V  | N  | D  | N  | V  | V  | V  | V  | V  | D  | V  | D  | D  | V  |
| Rodange          | N | D | V | D | D | D | N | D | V | D  | D  | D  | D  | D  | D  | N  | V  | D  | N  | N  | D  | D  | V  | V  | V  | N  | N  | N  | V  | D  |
| Hesperange       | V | V | V | V | D | V | N | V | N | V  | V  | V  | D  | D  | N  | V  | N  | N  | V  | N  | D  | V  | V  | D  | D  | V  | D  | D  | V  | V  |
| Strassen         | D | V | V | N | V | V | D | N | N | V  | D  | N  | V  | V  | V  | N  | V  | V  | N  | V  | V  | D  | D  | V  | V  | V  | D  | V  | V  | V  |
| Rosport          | V | D | V | D | D | D | V | N | N | V  | D  | V  | N  | D  | D  | D  | V  | N  | N  | N  | N  | N  | V  | D  | D  | N  | N  | D  | D  | V  |
| Wiltz            | V | D | D | D | D | D | D | D | N | V  | D  | V  | N  | D  | V  | V  | D  | V  | D  | D  | D  | D  | D  | V  | N  | V  | N  | D  | D  | N  |
| Mondercange      | D | D | D | D | D | D | D | D | D | D  | D  | N  | D  | D  | V  | D  | N  | D  | V  | D  | N  | D  | D  | D  | D  | D  | D  | V  | D  | D  |
| Luxembourg       | N | V | V | N | V | V | V | V | D | V  | N  | D  | V  | V  | V  | D  | D  | D  | V  | N  | V  | D  | D  | V  | V  | V  | N  | V  | N  | V  |
| Bettembourg      | D | D | D | D | V | V | D | D | N | D  | V  | D  | D  | D  | V  | D  | D  | D  | D  | V  | D  | V  | D  | D  | D  | D  | N  | D  | V  | D  |
| Hostert          | D | D | D | V | D | N | V | V | D | D  | D  | D  | D  | V  | V  | D  | V  | V  | N  | V  | V  | D  | N  | V  | V  | D  | D  | N  | D  | N  |
| Mondorf          | N | V | D | D | V | V | D | N | V | N  | V  | N  | V  | V  | D  | V  | D  | D  | N  | V  | D  | V  | V  | D  | D  | V  | V  | V  | V  | V  |
| Pétange          | D | V | N | V | V | D | N | V | D | D  | N  | N  | D  | N  | D  | V  | N  | V  | N  | D  | V  | V  | V  | D  | D  | N  | D  | V  | V  | D  |

### Buts marqués par journée
Ce graphique représente le nombre de buts marqués lors de chaque journée.

### Meilleures affluences de la saison
Mise à jour le 21 mai 2025.
| Rang | Match                                         | Journée | Date               | Affluence |
| ---- | --------------------------------------------- | ------- | ------------------ | --------- |
| 1    | FC Differdange 03 - F91 Dudelange             | J3      | 18 août 2024       | 2 105     |
| 2    | FC Differdange 03 - FC Progrès Niederkorn     | J5      | 1er septembre 2024 | 2 023     |
| 3    | FC Differdange 03 - FC Swift Hesperange       | J7      | 22 septembre 2024  | 1 525     |
| 4    | FC Differdange 03 - AS La Jeunesse d'Esch     | J9      | 29 septembre 2024  | 1 355     |
| 5    | FC Progrès Niederkorn - FC Differdange 03     | J19     | 1er mars 2025      | 1 287     |
| 6    | AS La Jeunesse d'Esch - US Mondorf            | J1      | 4 août 2024        | 1 200     |
| 7    | FC Differdange 03 - RFCU Luxembourg           | J29     | 18 mai 2025        | 1 200     |
| 8    | FC Progrès Niederkorn - F91 Dudelange         | J25     | 19 avril 2025      | 1 200     |
| 9    | FC Swift Hesperange - RFCU Luxembourg         | J10     | 19 octobre 2024    | 1 125     |
| 10   | AS La Jeunesse d'Esch - FC Progrès Niederkorn | J16     | 9 février 2025     | 1 000     |

#### Affluences par journée
Ce graphique représente le nombre de spectateurs présents dans les stades lors de chaque journée.

#### Classement des affluences
Mise à jour à l'issue de la 30e journée
|     | Club                  | Affluence | Capacité | Taux de remplissage |
| --- | --------------------- | --------- | -------- | ------------------- |
| 1er | FC Differdange 03     | 954       | 3 000    | 31,8%               |
| 2e  | AS La Jeunesse d'Esch | 717       | 4 000    | 17,9%               |
| 3e  | FC Progrès Niederkorn | 707       | 2 800    | 25,2%               |
| 4e  | US Mondorf            | 438       | 3 500    | 12,5%               |
| 5e  | F91 Dudelange         | 410       | 2 558    | 16%                 |
| 6e  | FC Swift Hesperange   | 371       | 4 100    | 9%                  |
| 7e  | FC Rodange 91         | 324       | 3 400    | 9,5%                |
| 8e  | FC Wiltz 71           | 311       | 3 000    | 10,3%               |
| 9e  | FC Victoria Rosport   | 296       | 1 000    | 29,6%               |
| 10e | US Hostert            | 278       | 1 500    | 18,5%               |
| 11e | RFCU Luxembourg       | 274       | 5 814    | 4,7%                |
| 12e | FC Mondercange        | 271       | 3 300    | 8,2%                |
| 13e | SC Bettembourg        | 248       | 1 500    | 16,5%               |
| 14e | FC UNA Strassen       | 223       | 1 500    | 14,8%               |
| 15e | UT Pétange            | 223       | 2 520    | 8,8%                |
| 16e | CS Fola Esch          | 214       | 3 080    | 6,9%                |

### Classement des buteurs
Mise à jour le 2 juin 2025

En italique, les joueurs partis en cours de saison

|     | Nom               | Club                  | Buts |
| --- | ----------------- | --------------------- | ---- |
| 1er | Matheus Souza     | FC UNA Strassen       | 23   |
| 2e  | Yann Mabella      | RFCU Luxembourg       | 22   |
| 3e  | Samir Hadji       | F91 Dudelange         | 19   |
| 4e  | Dominik Stolz     | FC Swift Hesperange   | 18   |
| 5e  | Junior Burban     | FC Progrès Niederkorn | 18   |
| 6e  | Kenan Avdusinović | US Hostert            | 17   |
| 7e  | Sylvain Atieda    | FC Rodange 91         | 15   |
| 8e  | Guillaume Trani   | FC Differdange 03     | 14   |
| 9e  | Valentin Fuss     | UT Pétange            | 13   |
| 10e | Benjamin Romeyns  | FC Wiltz 71           | 12   |

| Source : Classement officiel des buteurs de la BGL Ligue. |

### Classement des passeurs
Mise à jour le 2 juin 2025

En italique, les joueurs partis en cours de saison

|     | Nom                | Club                  | Passes |
| --- | ------------------ | --------------------- | ------ |
| 1er | Zachary Hadji      | FC UNA Strassen       | 12     |
| 2e  | Valentin Steinmetz | UT Pétange            | 12     |
| 3e  | Jorginho           | FC Differdange 03     | 10     |
| 4e  | Omar Natami        | FC Progrès Niederkorn | 9      |
| 5e  | Dejvid Sinani      | FC Swift Hesperange   | 8      |
| 6e  | Farid Ikene        | RFCU Luxembourg       | 8      |
| 7e  | Dominik Stolz      | FC Swift Hesperange   | 8      |
| 8e  | Amine Zenadji      | FC UNA Strassen       | 8      |
| 9e  | Nicolas Pérez      | FC UNA Strassen       | 8      |
| 10e | Chris Stumpf       | F91 Dudelange         | 7      |

| Source : Classement officiel des passeurs de la BGL Ligue. |

## Récompenses individuelles
Au mois de mai, lors des Dribble d'Or à la Rockhal, sont élus le meilleur joueur, gardien, espoir, entraîneur et l'équipe type de la saison.
| Meilleur joueur                     | Meilleur gardien                   | Meilleur espoir                     | Meilleur entraîneur               |
| ----------------------------------- | ---------------------------------- | ----------------------------------- | --------------------------------- |
| Guillaume Trani (FC Differdange 03) | Felipe Ventura (FC Differdange 03) | Lucas Correia (FC Swift Hesperange) | Pedro Resende (FC Differdange 03) |

| Gardien de but                     | Défenseurs                                                                                           | Milieux de terrain                                                                                       | Attaquants |
| ---------------------------------- | --- | --- | --- |
| Felipe Ventura (FC Differdange 03) | Juan Bedouret (FC Differdange 03) Théo Brusco (FC Differdange 03) Kévin D'Anzico (FC Differdange 03) | Leandro Borges (FC Differdange 03) Ludovic Rauch (FC Differdange 03) Guillaume Trani (FC Differdange 03) | Geoffrey Franzoni (FC Differdange 03) Dylan Lempereur (FC Differdange 03) Matheus Souza (FC UNA Strassen) Dominik Stolz (FC Swift Hesperange) |

## Parcours en coupes d'Europe
Le parcours des clubs luxembourgeois en coupes d'Europe est important puisqu'il détermine le coefficient UEFA, et donc le nombre de clubs luxembourgeois présents en coupes d'Europe les années suivantes.
| Club                  | Compétition         | Résultat | Ultime(s) adversaire(s) |
| --------------------- | ------------------- | -------- | ----------------------- |
| FC Differdange 03     | Ligue des champions | 1er tour | KÍ Klaksvík             |
| FC Differdange 03     | Ligue Conférence    | 2e tour  | FK Ordabasy Chimkent    |
| FC Progrès Niederkorn | Ligue Conférence    | 2e tour  | Djurgårdens IF          |
| F91 Dudelange         | Ligue Conférence    | 2e tour  | BK Häcken               |
| FC UNA Strassen       | Ligue Conférence    | 1er tour | KuPS Kuopio             |

## Bilan de la saison
Les données ci-dessous sont vouées à évoluer au fur et à mesure du déroulement de la saison,.
(Mis à jour le 2 juin 2025)
- Champion d'automne : FC Differdange 03
- Champion : FC Differdange 03 (2)
- Meilleure attaque : FC Differdange 03 avec 69 buts inscrits.
- Meilleure défense : FC Differdange 03 avec 7 buts encaissés.
- Plus mauvaise attaque : CS Fola Esch avec 18 buts inscrits.
- Plus mauvaise défense : CS Fola Esch avec 78 buts encaissés.
- Premier but de la saison :
  -  Gianni Monteiro Lima   27e pour le FC Rodange 91 contre RFCU Luxembourg (1 - 1), le 3 août 2024 (1re journée).
- Dernier but de la saison :
  -  Yann Mabella   90+1e pour le RFCU Luxembourg contre FC Rodange 91 (2 - 0), le 25 mai 2025 (30e journée)
- Plus grand nombre de buts dans une rencontre : US Hostert contre UT Pétange (1 - 8), le 18 mai 2025 (29e journée)
- Plus large victoire à domicile : UT Pétange contre FC Mondercange (6 - 0), le 11 août 2024 (2e journée)
- Plus large victoire à l'extérieur : US Hostert contre UT Pétange (1 - 8), le 18 mai 2025 (29e journée)
- Nombre de buts inscrits durant la saison : 717   (2.99 buts par match)
- Nombre de  durant la saison : 1031
- Nombre de  durant la saison : 66
- Plus grand nombre de spectateurs dans une rencontre : FC Differdange 03 contre F91 Dudelange (3 - 0), le 18 août 2024 (3e journée) avec 2 105 spectateurs.
- Plus petit nombre de spectateurs dans une rencontre : RFCU Luxembourg contre SC Bettembourg (1 - 0), le 23 novembre 2024 (13e journée) avec 87 spectateurs.

Légende des couleurs
- Le club se maintient en première division.
- Promotion en première division.
- Le club reste en deuxième division.
- Relégation en deuxième division.

| Championnat du Luxembourg de football 2024-2025 |                              |
| Champion                                        | FC Differdange 03 (2e titre) |
| Champion d'automne                              | FC Differdange 03            |
| Coupes et trophées                              |                              |
| Vainqueur de la Coupe du Luxembourg 2024-2025   | FC Differdange 03            |
| Vainqueur Supercoupe du Luxembourg              | FC Progrès Niederkorn        |
| Qualifications continentales                    |                              |
| Ligue des champions 2025-2026                   | FC Differdange 03            |
| Ligue Conférence 2025-2026                      | FC UNA Strassen              |
| Ligue Conférence 2025-2026                      | F91 Dudelange                |
| Ligue Conférence 2025-2026                      | RFCU Luxembourg              |
| Promotions et relégations                       |                              |
| Promus en BGL Ligue                             | FC Mamer 32                  |
| Promus en BGL Ligue                             | UN Käerjéng 97               |
| Promus en BGL Ligue                             | FC Atert Bissen              |
| Promus en BGL Ligue                             | FC Jeunesse Canach           |
| Relégués en Promotion d'Honneur                 | FC Mondercange               |
| Relégués en Promotion d'Honneur                 | CS Fola Esch                 |
| Relégués en Promotion d'Honneur                 | SC Bettembourg               |
| Relégués en Promotion d'Honneur                 | FC Wiltz 71                  |